# 朱慈燦
朱 慈燦（しゅ じさん、崇禎10年11月13日（1637年12月28日） − 崇禎12年3月27日（1639年4月29日））は、明の崇禎帝の六男。生母は皇貴妃田秀英。
崇禎10年（1637年）11月13日に生まれ、崇禎12年（1639年）3月27日に病没した。王の位号を追贈され、悼懐と諡された。翠微山に葬された。